# Овіхіїт
Овайгіт, овіхіїт (рос. овихиит; англ. owyheeite; нім. Owyheeit m) — мінерал, стибієва сульфосіль свинцю і срібла ланцюжкової будови.

## Загальний опис
Хімічна формула:
- 1. За Є. Лазаренком: Pb5Ag2Sb6S15.
- 2. За «Fleischer's Glossary» (2004): Ag2Pb7(Sb, Bi)8S20.

Склад у % (з родовищ Пурмен, США): Pb — 40,77; Ag — 7,40; Sb — 30,61; S — 20,81. Домішки: Fe (0,46); Cu (0,75).
Сингонія ромбічна.
Ромбо-дипірамідальний вид.
Утворює голчасті кристали або щільні агрегати з неясною волокнистістю.
Спайність досконала по (001).
Густина 6,03.
Твердість 3,0.
Колір світлий сталево-сірий до сріблясто-білого з жовтуватою грою кольорів.
Риса на папері сіра, на порцеляні червонувато-коричнева.
Крихкий.
Блиск металічний. Непрозорий.
Знайдений у родов. Пурмен (графство Овайгі, штат Айдахо, США) разом з пірарґіритом, сфалеритом, кварцом, а також в Мангазеї (Респ. Саха, РФ). Рідкісний.
За назвою графства Овайгі, США (E. V. Shannon, 1921).